# Zap (canção)
Zap é uma canção de rock instrumental do guitarrista virtuoso estadunidense Eric Johnson. Johnson a gravou para seu álbum Seven Worlds, que foi gravado entre 1976 e 1978, mas lançado apenas em 1998. Como ela também figura no álbum Tones, de 1986, ela foi lançada pela primeira vez neste álbum.
Um videoclipe desta canção foi lançado em 1987, onde aparecem tocando Eric Johnson (guitarra), Roscoe Beck (baixo elétrico), e Tommy Taylor (bateria)
Em 1987, Zap foi indicada ao Grammy Awards na categoria Melhor Performance de Rock Instrumental, sendo a primeira indicação de Eric para este prêmio.

## Prêmios e Indicações
| Ano  | Música | Álbum | Prêmio        | Indicação                                            | Resultado | Observação | Ref.  |
| ---- | ------ | ----- | ------------- | ---------------------------------------------------- | --------- | ---------- | ----- |
| 1987 | Zap    | Tones | Grammy Awards | Grammy Award para Best Rock Instrumental Performance | Indicado  |            | [ 4 ] |